# Lech Adamczyk
Lech Adamczyk (ur. 6 września 1947 we Wrocławiu) – polski prawnik i działacz samorządowy, wrocławski adwokat, członek Trybunału Stanu.

## Życiorys
W 1969 ukończył studia prawnicze na Uniwersytecie Wrocławskim. Następnie do 1972 odbył aplikację sędziowską, a w 1977 podjął praktykę w zawodzie adwokata.
Był członkiem Ruchu Obywatelskiego Akcja Demokratyczna, Unii Demokratycznej i Unii Wolności. Działał także w NSZZ „Solidarność”. Przez trzy kadencje (1990–2002) zasiadał we wrocławskiej radzie miasta. W 2005 po raz pierwszy został wybrany w skład Trybunału Stanu. W 2007 wybrano go ponownie. Rekomendującym go klubem parlamentarnym była Platforma Obywatelska. Również w 2011 został członkiem TS na kolejną kadencję.

## Odznaczenia
W 2013 otrzymał Krzyż Kawalerski Order Odrodzenia Polski.